# Louis Desgraves
Louis Desgraves (Saint-Trojan-les-Bains, 25 aprile 1921 – Bordeaux, 31 gennaio 1999) è stato un bibliotecario e storico francese.

## Biografia
Laureato all'École des chartes, trovò impiego nella Biblioteca comunale di Bordeaux dove restò fino alla nomina, nel 1970, a Ispettore Generale delle Biblioteche, carica che tenne fino al 1983. Dal 1969 al 1970 fu presidente dell'Associazione dei bibliotecari francesi. Tra i suoi lavori bibliografici si ricordano il Catalogue de la bibliotheque de Montesquieu (Genève, Droz, 1954), la partecipazione al Répertoire bibliographique des livres imprimés en France au seizième siècle in 30 volumi (Baden-Baden, Koerner, 1968-80), la Bibliographie des ouvrages imprimés à Bordeaux au XVI siècle et par Simon Millanges, 1572-1623 (Baden-Baden, Koerner, 1971), il Répertoire des ouvrages de controverse entre catholiques et protestants en France, 1598-1685 (Genève, Droz, 1984-1985), il Répertoire des programmes des pièces de théâtre jouées dans les collèges en France, 1601-1700 (Genève, Droz, 1986), il Répertoire des ouvrages et des articles sur Montesquieu (Genève, Droz, 1988). Attivo anche come ricercatore, ha concentrato i suoi studi sulla storia del libro, sulla storia locale e sulla personalità di Montesquieu.

## Opere principali
- Bordeaux: aux cours des siecles, Bordeaux, Cledes, 1954
- Evocation du vieux Bordeaux, Paris, Editions du Minuit, 1960
- L'imprimerie a la Rochelle (con Eugénie Droz), 3 voll., Genève, Droz, 1960
- Eloi Gibier imprimeur à Orléans (1536-1588), Genève, Droz, 1966
- Etudes sur l'imprimerie dans le sud-ouest de la France aux XV, XVI et XVII siècles, Amsterdam, Erasmus, 1968
- Les livres imprimes a Bordeaux au XVII siecle, Genève, Droz, 1971
- Les livres imprimes a Bordeaux au XVIII siecle, 1701-1789, Genève, Droz, 1975
- Elie Vinet humaniste de Bordeaux (1509-1587): vie, bibliographie, correspondance, bibliothèque, Genève, Droz, 1977
- Montesquieu, Paris, Editions Mazarine, 1986 (traduzione italiana, Napoli, Liguori, 1994)
- Dictionnaire des imprimeurs, libraires et relieurs de Bordeaux et de la Gironde, XV-XVIII siècles, Baden-Baden, Koerner, 1995
- Chronologie critique de la vie et des oeuvres de Montesquieu, Paris, Champion, 1998
- Dictionnaire des imprimeurs, libraires et relieurs de la Dordogne, des Landes, du Lot-et-Garonne et des Pyrénées-Atlantiques, XV-XVIII siècles, Baden-Baden, Koerner, 2005